# Ка де Кађи (Кремона)
Ка де Кађи је насеље у Италији у округу Кремона, региону Ломбардија.
Према процени из 2011. у насељу је живело 20 становника. Насеље се налази на надморској висини од 37 м.